# Нику, Эпаминонда
Эпаминонда Нику (рум. Epaminonda Nicu; 17 декабря 1979, Бухарест, Румыния) — румынский футболист, правый защитник.

## Карьера
Начинал карьеру в клубах низших дивизионов «Каллатис» (Мангалия) и ФК «Китила».
С 2002 года играл за ФК «Униря», вм6сте с командой вышел из третьего дивизиона в высший и становился чемпионои Румынии (2008/09) и серебряным призёром (2009/10), однако в сезоне 2010/11 команда вылетела из высшего дивизиона. Провёл 232 игры и забил 9 мячей в чемпионатах страны во всех дивизионах, также сыграл 7 матчей в еврокубках.
В 2011 году перешёл в ФК «Тыргу Муреш», с которым также вылетел из высшего дивизиона. В конце карьеры выступал в Лиге II за «Берчень» и «Униря» (Тэрлунджень), в 2015 году в «Берчени» был играющим тренером. В 2017 году объявил об окончании игровой карьеры.

## Награды
- Победитель чемпионата Румынии с ФК «Униря» в сезоне 2008-09.
- Финалист Кубка Румынии в 2008 году.